# Aeroportul Duqm Jaaluni
Aeroportul Duqm Jaaluni (IATA: DQM, ICAO: OODQ) este un aeroport din Duqm⁠(d), Al Duqm⁠(d), Al Wusta Governorate⁠(d), Oman ce deservește zona Duqm⁠(d). Aeroportul a fost tranzitat în 2018 de 50.505 pasageri. A fost numit după zona deservită.
Situat la o altitudine de 111 m, aeroportul dispune de o singură pistă.